# Losange (heráldica)

Escudo que muestra, en argén, un losange en gules

El losange en heráldica es una figura en forma de rombo o diamante (un objeto que puede ponerse en el campo de un escudo), usualmente algo más angosto que largo. Debe distinguirse en la heráldica moderna del fusil, que es similar al losange pero más estrecho, si bien la distinción no siempre ha sido tan fina y no siempre se observa incluso en la actualidad. Una mascla es un losange vacíado, es decir, un losange con un agujero en forma de losange en el medio, mientras que el rustre aún más raro es un losange que contiene un agujero circular en el centro. Un sembrado cubierto con un patrón de losanges es descrito como losangeado; campos similares de masclas son llamados masculados, y de fusiles, fusilados (véase Variantes del sembrado). En la heráldica cívica, un sable de losange es usado a menudo en comunidades mineras del carbón para representar un fragmento de carbón.
Un escudo en forma de losange se emplea para representar heráldica para una mujer (en la Europa continental, particularmente una mujer soltera), pero también se usa a veces como una forma para monumentos murales en iglesias que conmemoran a mujeres. Los llamados obiit (un tipo de heráldica funeraria) generalmente se muestran dentro de marcos en forma de losange, tanto para hombres como para mujeres fallecidas.

## Losangeados
El blasón Losangeado es una forma de variación del campo o de otra carga (por ejemplo , un losangeado en cabrio) que consiste en pastillas semée, o sembradas como semillas (latín: semen, una semilla), o esparcidas por el campo, pero en un patrón contiguo organizado. Las armas otorgadas al canadiense John Francis Cappucci traen un ejemplo de losange vaciado, similar al losangeado pero con un agujero más pequeño en forma de losange recortado en cada segmento.

## Ejemplos

Esta bandera monegasca es losange en argén y gules
Una variante de la bandera de Baviera, una matriz de 21 o más losanges en banda de blanco y azul (blasonados como un campo "fusilado en banda" o, a veces, "losange en banda").
Escudo de armas personal de Margarita de Parma
Escudo de armas de Isabel Clara Eugenia de España
Escudo de armas personal de Ana, Princesa Real, mostrado en un losange.
En oro, un losange en sable
Masclas
Fusiles
Rustro
Un escudo losangeado
Escudo de armas de Borredà, municipio de Cataluña